# Acanthomolgus arctatipes
Acanthomolgus arctatipes is een eenoogkreeftjessoort uit de familie van de Rhynchomolgidae. De wetenschappelijke naam van de soort is voor het eerst geldig gepubliceerd in 1974 door Humes.